# Návěstidlo

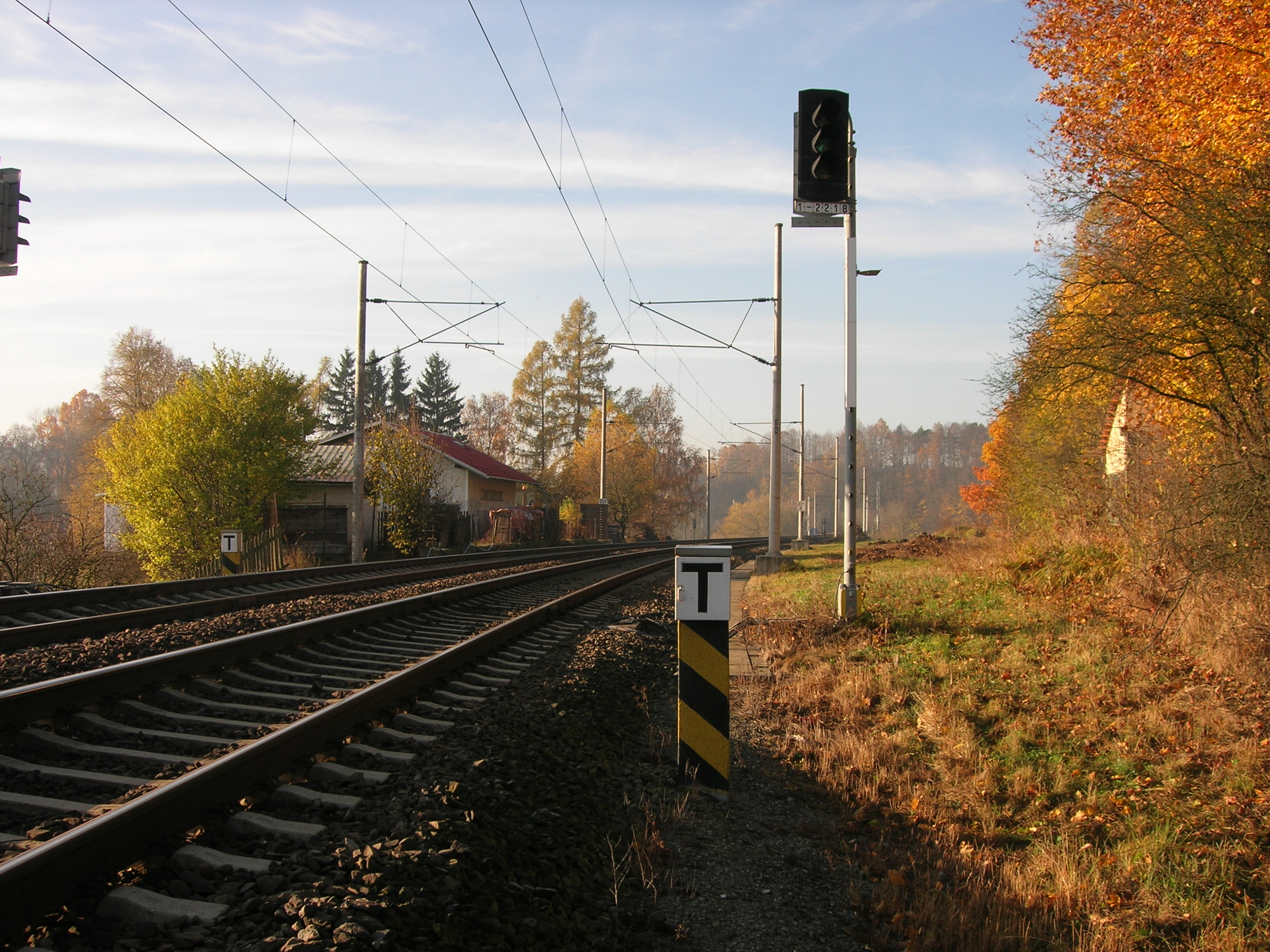
Oddílové návěstidlo automatického bloku, nacházející se na trati Brno – Česká Třebová, návěstící návěst „Volno“. V popředí je sloupkový telefonní objekt, označený T

Návěstidlo je v oboru dopravy technický prostředek nebo jiná pomůcka sloužící k předávání pokynů mezi dopravními zaměstnanci, popřípadě automaticky dopravním zaměstnancům. Takovému pokynu se říká návěst.
Termín návěstidlo se používá zejména v drážní dopravě, ale i například v městské autobusové dopravě, kde terminologie v předpisech často bývá odvozena z terminologie tramvajové a trolejbusové dopravy, nebo ve vodní dopravě a letectví. Jako návěstidlo se též označuje ta část světelného signalizačního zařízení pro provoz na pozemních komunikacích, která zobrazuje světelný signál.
Návěstidla mohou být:
- přenosná
- nepřenosná
- ruční
- proměnná
- neproměnná
- vozidlová
- zvuková

## Traťová návěstidla
Traťová návěstidla mohou být umístěná podél trati, mezi kolejemi, nad tratí nebo na trolejovém vedení. Mohou být pevná (stálá) nebo přenosná. Kromě návěstidel jsou u trati též traťové značky.
Traťová návěstidla lze rozdělit na proměnná a neproměnná. Proměnná návěstidla mohou dávat více viditelných návěstí, popřípadě mohou měnit polohu, kdy dávají návěst, s polohu, kdy žádnou nedávají. Neproměnná dávají stále jen jednu návěst, jsou obdobou dopravních značek v silničním provozu.

### Železniční návěstidla
Základní drážní návěsti a návěstidla stanoví v České republice příloha č. 1 vyhlášky č. 173/1995 Sb., kterou se vydává Dopravní řád drah. Provozovatel dráhy může stanovit i další návěsti.
Návěstidla v počátcích železnic byla převzatá z jiných odvětví. Prvními návěstidly byly návěstní prapory. Většího rozšíření dosáhla v 19. století košová návěstidla. Ta byla postupně nahrazena nejprve mechanickými a pak světelnými návěstidly.

### Tramvajová a trolejbusová návěstidla
Signály pro tramvaje jsou v jednotlivých zemích definovány buď jako drážní návěstidla, nebo jako návěstidla pro silniční provoz. Například na tramvajové trati Liberec – Jablonec jsou umístěny dvě soustavy proměnných návěstidel, jedna pro řízení provozu na jednokolejné trati a druhá pro zajištění bezpečnosti v místech křížení se silniční dopravou.

### Proměnná traťová návěstidla

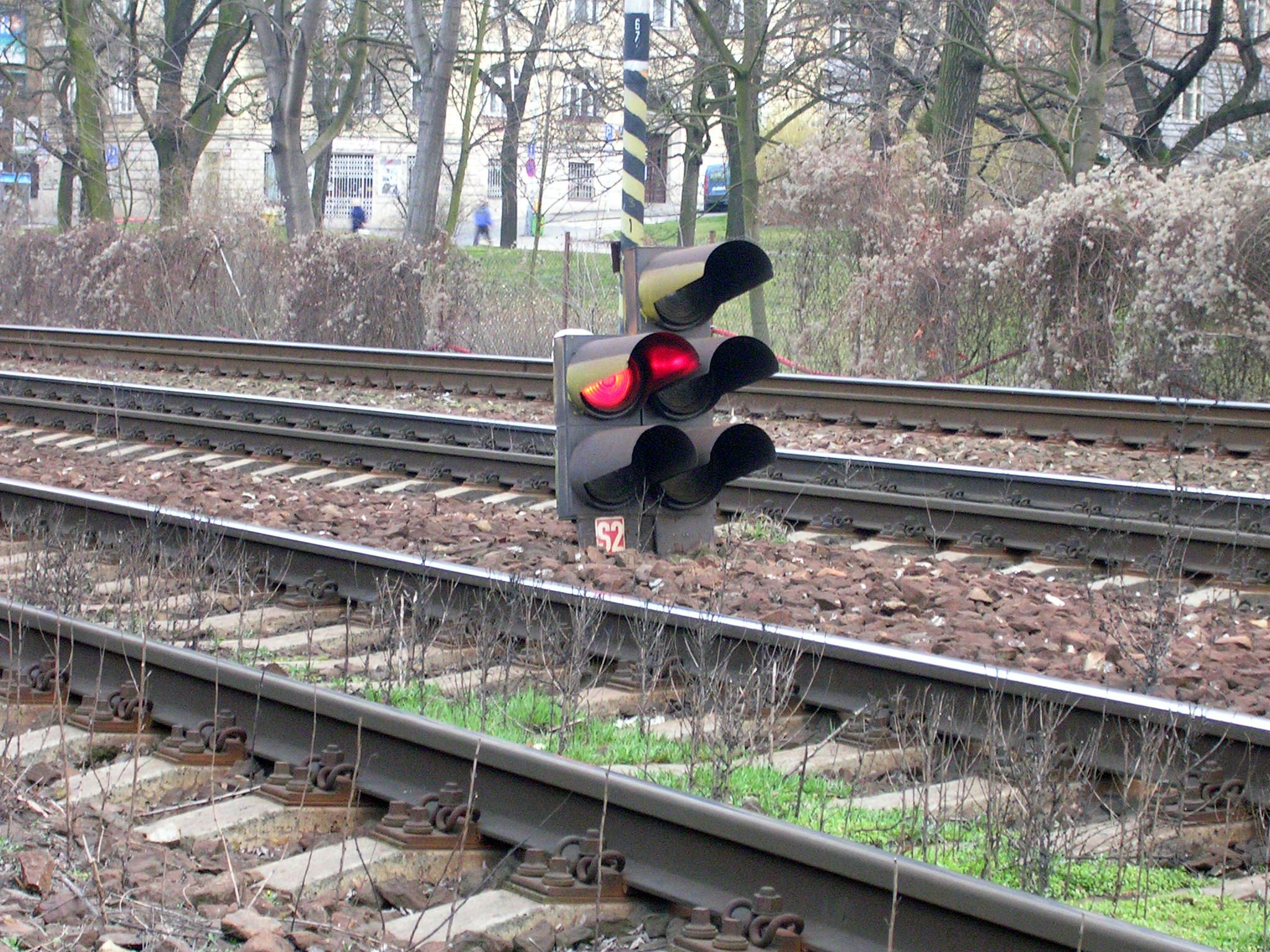
Trpasličí návěstidlo (výhybna Praha-Vyšehrad).

- hlavní návěstidla (vjezdová, odjezdová, cestová, oddílová, krycí a vložená) – na železnici, obdobně též na některých jednokolejných nebo zvlášť zabezpečených tramvajových drahách
- seřaďovací návěstidla (seřaďovací, spádovištní, vyčkávací) – na železnici
- předvěsti – na železnici i na tramvajových a trolejbusových drahách
- samostatné indikátory
- návěsti výhybek – na železnici i na tramvajových a trolejbusových drahách)
- přejezdníky – na železnici
- návěstidla pro zkoušku brzdy – na železnici
- světelné signály pro tramvaje podle Pravidel silničního provozu

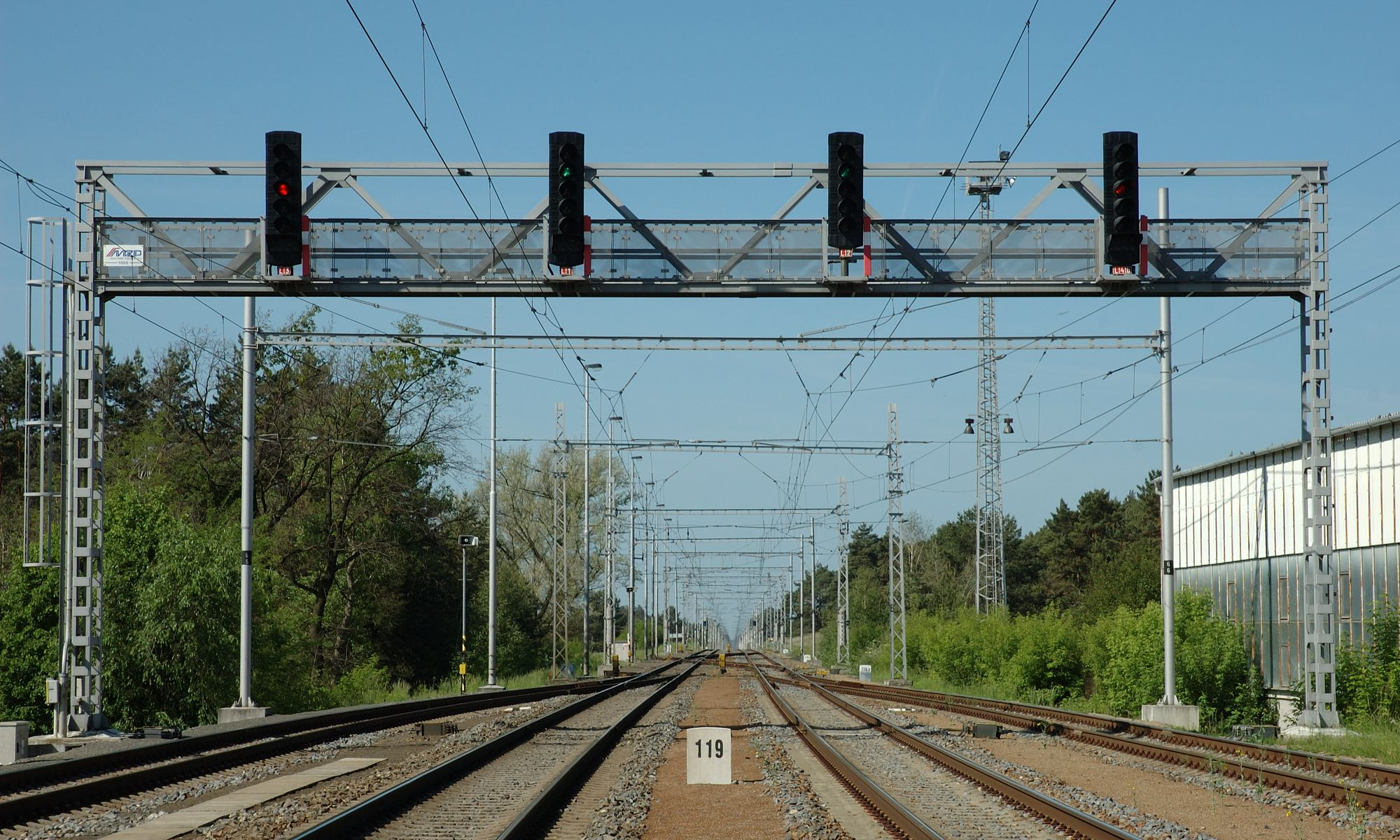
Světelná odjezdová návěstidla na lávce (stanice Bzenec přívoz)

Konstrukčně dělíme železniční proměnná návěstidla na:
- mechanická návěstidla
- světelná návěstidla

Podle umístění dělíme železniční proměnná návěstidla na:
- stožárová (umístěná na samostatném stožáru, případně na jiné konstrukci odpovídající výšky)
- trpasličí (umístěná na základu)
- krakorcová (umístěná na krakorcích, návěstních lávkách a obdobných konstrukcích)

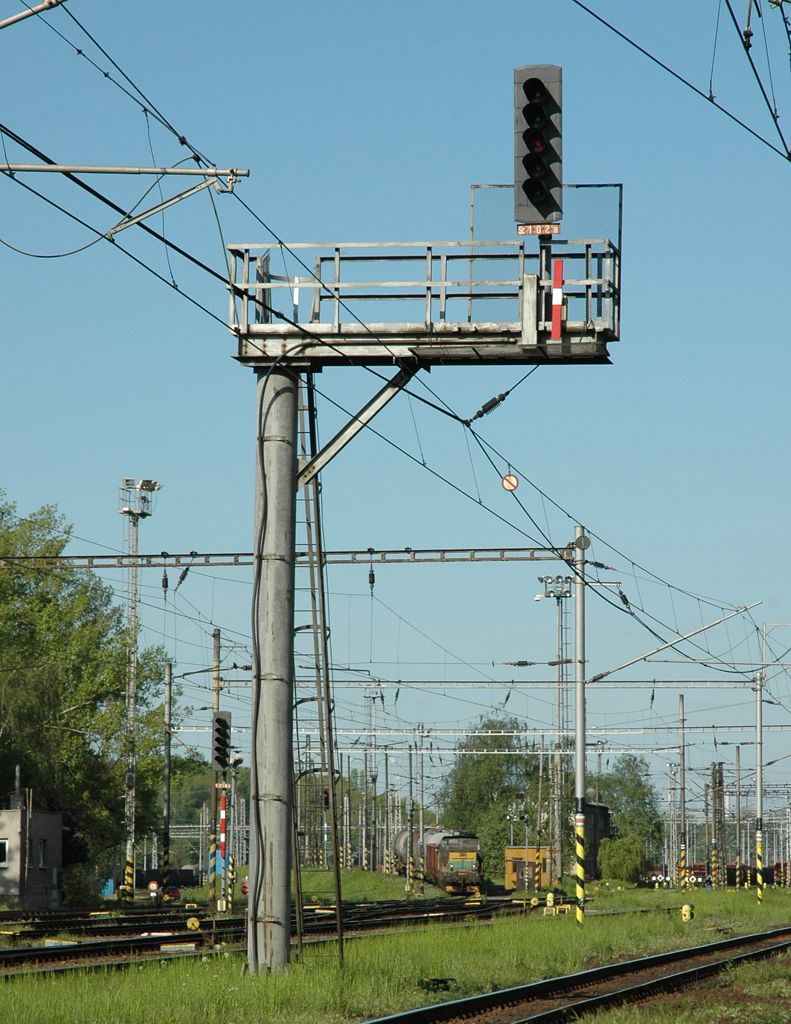
Světelné návěstidlo na krakorci (stanice Ostrava hlavní nádraží)

## Ruční a přenosná návěstidla
Předmětům, jejichž pomocí se dává návěst, se říká návěstní pomůcky. Patří mezi ně například:
- výpravka (ruční návěstidlo, které se používá k výpravě vlaku)
- návěstní praporek,
- návěstní ruční svítilna
- návěstní tabule (přenosné návěstidlo)
- píšťalka, trubka

## Návěsti na vozidlech
Návěstidla jsou též na vozidlech, posunových dílech a vlacích. Mohou označovat například začátek a konec vlaku. Některé návěsti jsou dávány svítilnami na vozidlech.

## Návěsti v silniční dopravě
Nejběžnějšími typy návěstidel v silniční dopravě jsou dopravní značky a dopravní zařízení včetně světelných signalizačních zařízení, umístěné na pozemních komunikacích. Návěstní funkci mají též světla na vozidlech, například brzdová, koncová, směrová, parkovací atd. (viz např. Osvětlení motorového vozidla). V některých případech dávají návěsti osoby, a to buď rukou, nebo svítilnou, praporkem či směrovkou (hůlka policisty).

## Návěsti ve vodní dopravě
Návěstidla na vodní cestě a podél ní se nazývají plavební znaky.
Zvukové, světelné, ruční či praporové návěsti a signály se dávají též z plavidel. Na moři se k tomu využívala i námořní vlajková abeceda.

## Návěsti v letectví
V letecké dopravě se používají návěsti dávané letadly a pozemní návěsti. Pozemní návěsti mohou zejména navádět k přistání na letišti nebo varovat před vysokými stavbami či objekty (překážkové návěstidlo).